# Płocki
Płocki là một huyện thuộc tỉnh Mazowieckie của Ba Lan. Huyện có diện tích 1796 km². Đến ngày 1 tháng 1 năm 2011, dân số của huyện là 108033 người và mật độ 60 người/km².